# Бабочка-мокрица

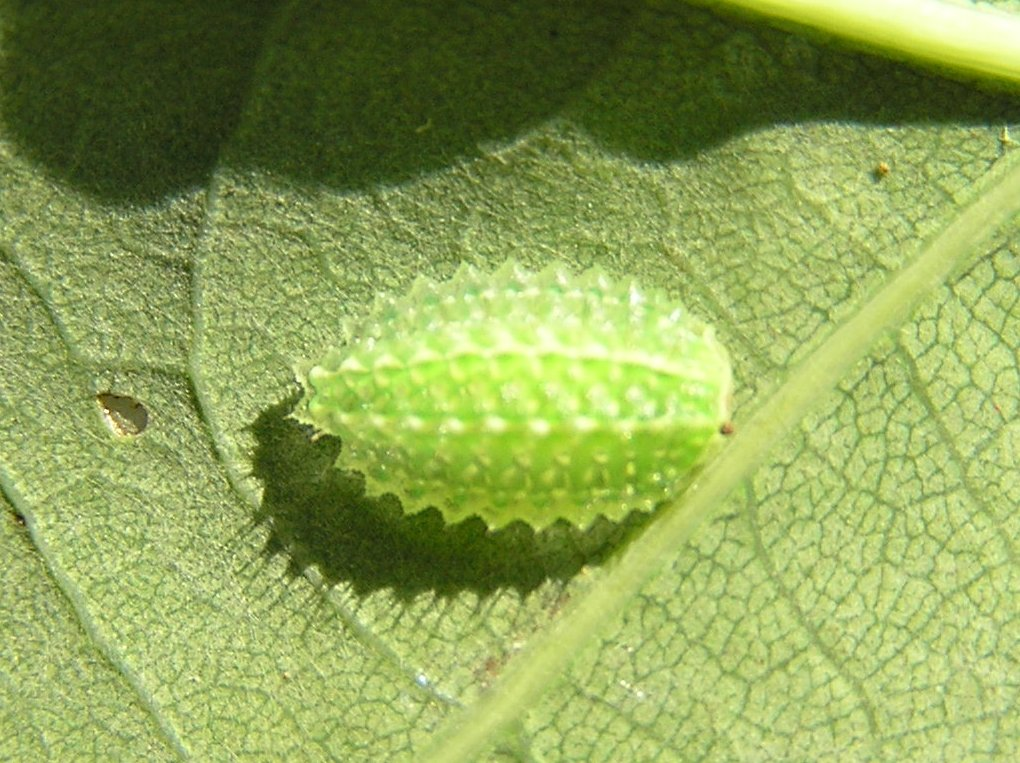
Гусеница

Бабочка-мокрица, или слизневидка обыкновенная (лат. Apoda limacodes) — вид бабочек рода Apoda из семейства слизневидок (Limacodidae). Палеарктика (Европа, Северная Азия), на восток — до Урала.

## Описание
Мелкие бабочки с широкими крыльями и коренастым телом, светло-жёлтые. Размах крыльев 20 — 28 мм. Основной цвет тела бабочек — жёлто-коричневый. Гусеницы зелёные, у старших возрастов жёлтый продольный рант между дорсальными бородавками. Глазки и хоботок бабочек редуцированы. Лабиальные щупики хорошо развиты, 3-члениковые. Грудные ноги сильно уменьшены, брюшные полностью редуцированы. Лёт бабочек с мая по август. Зимуют гусеницы в коконах, а окукливание происходит весной. Кормовые объекты гусениц: древесные растения, главным образом, дуб черешчатый (Quercus robur), бук (Fagus sp.), дуб чёрный (Quercus coccinea), граб обыкновенный (Carpinus betulus), слива (Prunus sp.), орех (Juglans sp.); осина (Populus tremula), орех грецкий (Juglans regia L.), берёза повислая (Betula pendula), ольха чёрная (Alnus glutinosa), каштан посевной (Castanea sativa), дуб скальный (Quercus petraea), дуб пушистый (Quercus pubescens), дуб красный (Quercus rubra L.), куманика (Rubus nessensis), черешня (Prunus avium), клён (Acer sp.), клён остролистный (Acer platanoides L.), липа мелколистная, или сердцевидная (Tilia cordata). Вид был впервые описан в 1766 году немецким лепидоптерологом Иоганном Зигфридом Хуфнагелем (Johan Siegfried Hufnagel; 1724—1795) под первоначальным названием Bombyx limacodes Hufnagel, 1766.

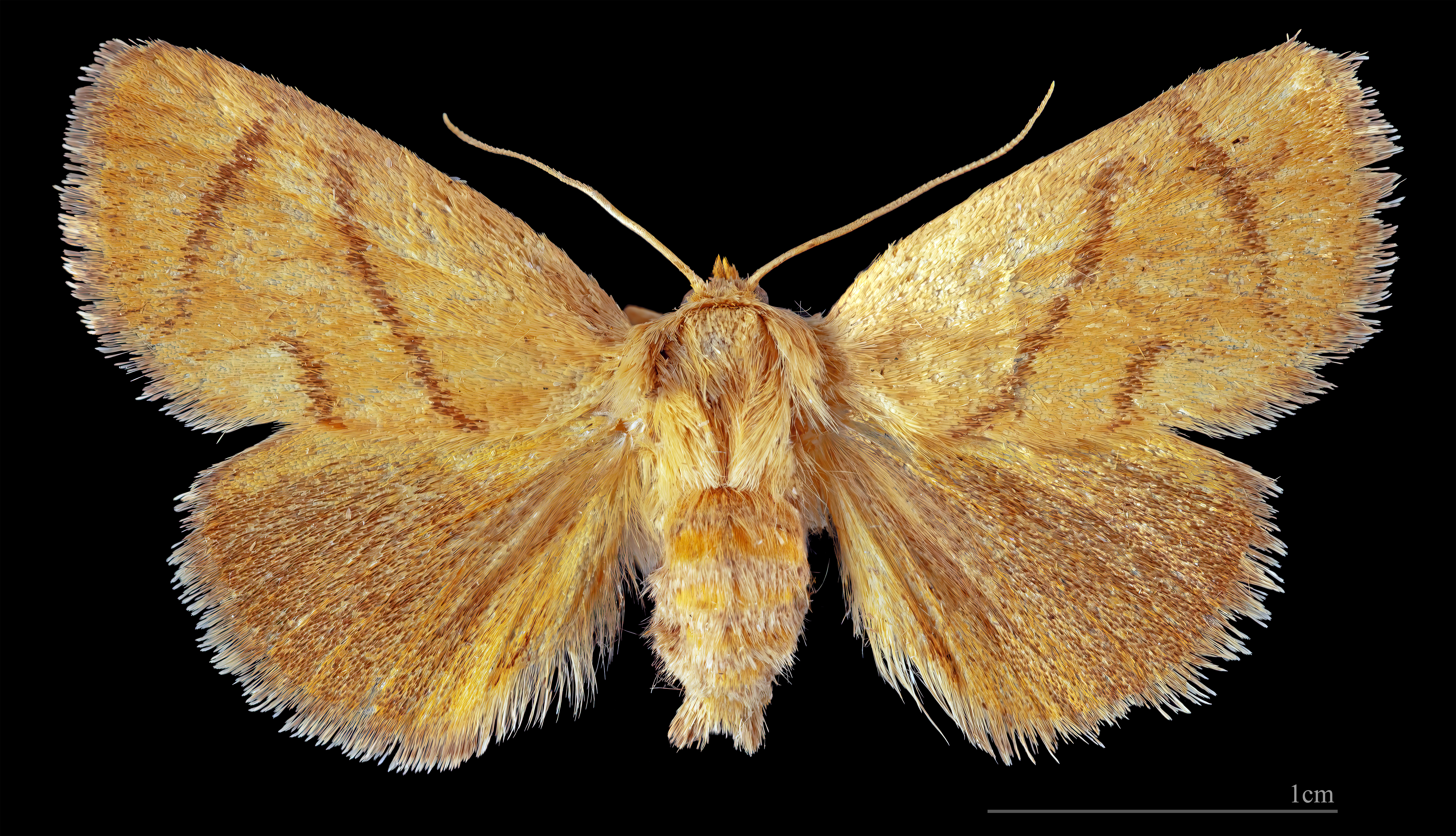
♂
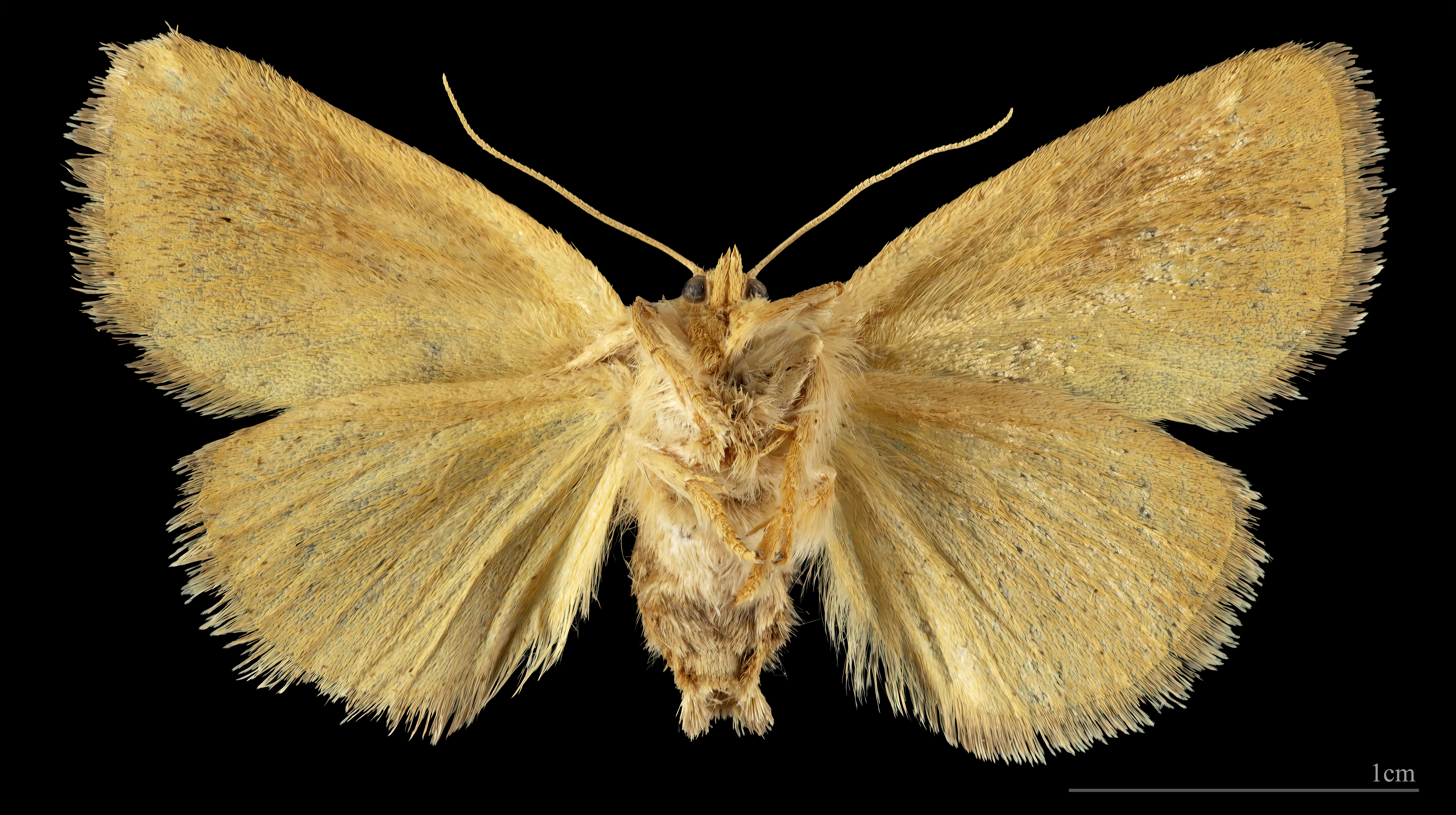
♂ △